# بیمارستان قائم (بوشهر)
بیمارستان تخصصی قائم یک مرکز درمانی وابسته به نیروی دریایی سپاه است که در شهر بوشهر مرکز استان بوشهر جنوب ایران قرار دارد.